# 春润庐
春润庐是清華大學的早期建築物，在抗戰期間被毀壞的名人住宅。此住宅的主人是宋春舫，原址位於清华大学洁华幼儿园園內。